# Jackal
Jackal (MWMIK, Mobility Weapons Mount Instalation Kit) – brytyjski pojazd rozpoznawczy produkowany przez przedsiębiorstwo Supacat. Pojazd został przyjęty do służby w British Army w 2008 roku, gdzie wykorzystywany jest m.in. do zadań rozpoznawczych i patrolowych, wsparcia ogniowego oraz ochrony konwojów.
W podstawowej wersji Jackal jest nieopancerzony, choć istnieje możliwość wyposażenia go w dodatkowy pancerz. Pojazd charakteryzuje się dużą mobilnością i zwrotnością, zwłaszcza w trudnym terenie. Uzbrojenie pojazdu stanowi karabin maszynowy L1A1 kalibru 12,7 mm lub granatnik automatyczny GMG kalibru 40 mm oraz dodatkowy karabin maszynowy L7A1 kalibru 7,62 mm.
Na bazie pojazdu opracowano zmodyfikowaną wersję Jackal 2 ze wzmocnionym podwoziem, mającym zapewniać lepszą ochronę przed wybuchem min i improwizowanych ładunków wybuchowych, mocniejszym silnikiem oraz zwiększoną do czterech liczbą miejsc.